# Прищепа, Валерий Павлович
Валерий Павлович Прищепа (7 февраля 1957, Заярск, Братский район, Иркутская область — 19 сентября 2020, Абакан, Республика Хакасия) — российский литературовед, доктор филологических наук. Профессор кафедры русского языка и литературы Хакасского государственного университета им. Н. Ф. Катанова. Лауреат литературной премии имени Роберта Рождественского.

## Биография
Родился в семье украинских крестьян, прошедших ГУЛАГ. Вскоре после рождения сына умерла мать, семья переехала в Хакасию. Начал публиковать стихи и журналистские материалы еще в школе. Публикацией литературно-критической статьи в 1975 году открывается перечень трудов литературоведа. В 1979 году окончил Иркутский государственный университет. С 1983 года — ассистент, старший преподаватель, заведующий кафедрой, доцент кафедры литературы АГПИ, затем — ХГУ им. Н. Ф. Катанова. В 1985 году окончил аспирантуру и защитил кандидатскую диссертацию в Томском государственном университете. Тема «Проблемы развития русской советской поэмы в 1960—1965 гг. (некоторые тенденции развития жанра)» была посвящена творчеству Е. А. Евтушенко и А. А. Вознесенского.
Еще в школьные годы увлёкся поэзией Е. А. Евтушенко, ставшей основным объектом его научных поисков. В 1999 году — защитил докторскую диссертацию по теме: «Парадигма идейно-эстетических поисков Е. А. Евтушенко (1949—1998 гг.)». С 2002 года — профессор кафедры литературы. В 2011 году за монографию «Орфей великой эпохи» стал лауреатом литературной премии имени Роберта Рождественского.
Важнейшей составляющей работ критика стало исследование литературы сибирского региона, прежде всего — поэзии. Ему принадлежит честь открытия читателю прозы Генриха Батца, поэзии Валерия Майнашева, написаны множество статей о других литераторах региона различных поколений, монография о Геннадии Сысолятине.
Научные работы В. П. Прищепы хорошо известны в России и за рубежом, внедрены в учебный процесс на филологических факультетах государственных университетов. Монографии ученого представлены в музее Евгения Евтушенко в Чикаго (США), в Доме поэзии Евгения Евтушенко в городе Зима (Иркутская область) и в других литературных музеях. По мнению коллег: «диалог, который вел и ведёт литературный критик Валерий Прищепа с такими мастерами слова, как Виктор Астафьев, Евгений Евтушенко, Белла Ахмадулина, Юрий Кузнецов, Анатолий Преловский, отражает его стремление к глубокому осмыслению процесса художественного творчества».
В. П. Прищепа — основатель научной школы, под его руководством написаны и успешно защищаются дипломные работы, магистерские и кандидатские диссертации.

## Краткая библиография
- Четыре часа с Евгением Евтушенко // Иркутский университет. — 1978. — 8 марта. — С. 4.
- «Поэзию рождает ожиданье…»: [заметки о поэзии Е. А. Евтушенко] // Иркутский университет. — 1979. — 8 февр. — С. 4.
- Научно-практическая конференция…: [о конференции "Воспитание человека — великое дело] // Советская Хакасия. — 1979. — 14 нояб. — С. 4.
- Творчество Г. Ф. Сысолятина: [к 60-летию со дня рождения] // Енисей. — 1982. — № 4. — С. 68-73.
- Геннадий Сысолятин: критико-биографический очерк: монография. — Иркутск: Изд-во Иркутского госуниверситета, 1985. — 88 с.
- Проблемы развития русской советской поэмы в 1960—1965 гг. (некоторые тенденции развития жанра) : спец. 10.01.01 — Русская литература: дис. на соиск. уч. степ. к. филол. н. / науч. рук. В. П. Трушкин. — Томск: ИГУ, 1985. — 199 с. — (На правах рукописи).
- Российского Отечества поэт (Е. А. Евтушенко: 1965—1995 гг.). — Абакан: Издательство Хакасского государственного университета им. Н. Ф. Катанова, 1996. — 344 с.
- Парадигма идейно-эстетических поисков Е. А. Евтушенко (1949—1998 гг.). — Автореферат диссертации на соискание ученой степени доктора филологических наук. — Москва, 1999.
- Услышавший музыку камня (об А. Преловском) // Сибирские огни. — 2007. — № 5
- «Щемящей совести строка…»: Книга о современной литературе Хакасии. — Новосибирск, 2006; Абакан, 2009.
- Он пришёл в XXI-й век: Творческий путь Евгения Евтушенко: [монография] / В. Комин, В. Прищепа. — 3-е изд., дораб. и доп. — Иркутск: Принт Лайн, 2009. — 430 с.
- Орфей великой эпохи: Поэтическое творчество Р. И. Рождественского: 1940-е — первая половина 1960-х годов: монография / В. П. Прищепа, Н. Я. Сипкина. — Иркутск: Принт Лайн, 2011. — 244 с.
- Хроника жизни и творчества Евгения Евтушенко / В. Комин, В. Прищепа. — Книги 1, 2, 3, 4, 5. — Иркутск: Принт-Лайн. (Издание продолжается)